# Stor-Spjutan
Stor-Spjutan är en sjö i Bergs kommun i Jämtland och ingår i Ljungans huvudavrinningsområde. Sjön har en area på 0,393 kvadratkilometer och ligger 764,5 meter över havet.

## Delavrinningsområde
Stor-Spjutan ingår i det delavrinningsområde (698139-138336) som SMHI kallar för Utloppet av Stor-Spjutan. Medelhöjden är 768 meter över havet och ytan är 0,96 kvadratkilometer. Det finns inga avrinningsområden uppströms utan avrinningsområdet är högsta punkten. Vattendraget som avvattnar avrinningsområdet har biflödesordning 4, vilket innebär att vattnet flödar genom totalt 4 vattendrag innan det når havet efter 300 kilometer. Avrinningsområdet består mestadels av skog (59 procent). Avrinningsområdet har 0,39 kvadratkilometer vattenytor vilket ger det en sjöprocent på 41 procent.